# 背広

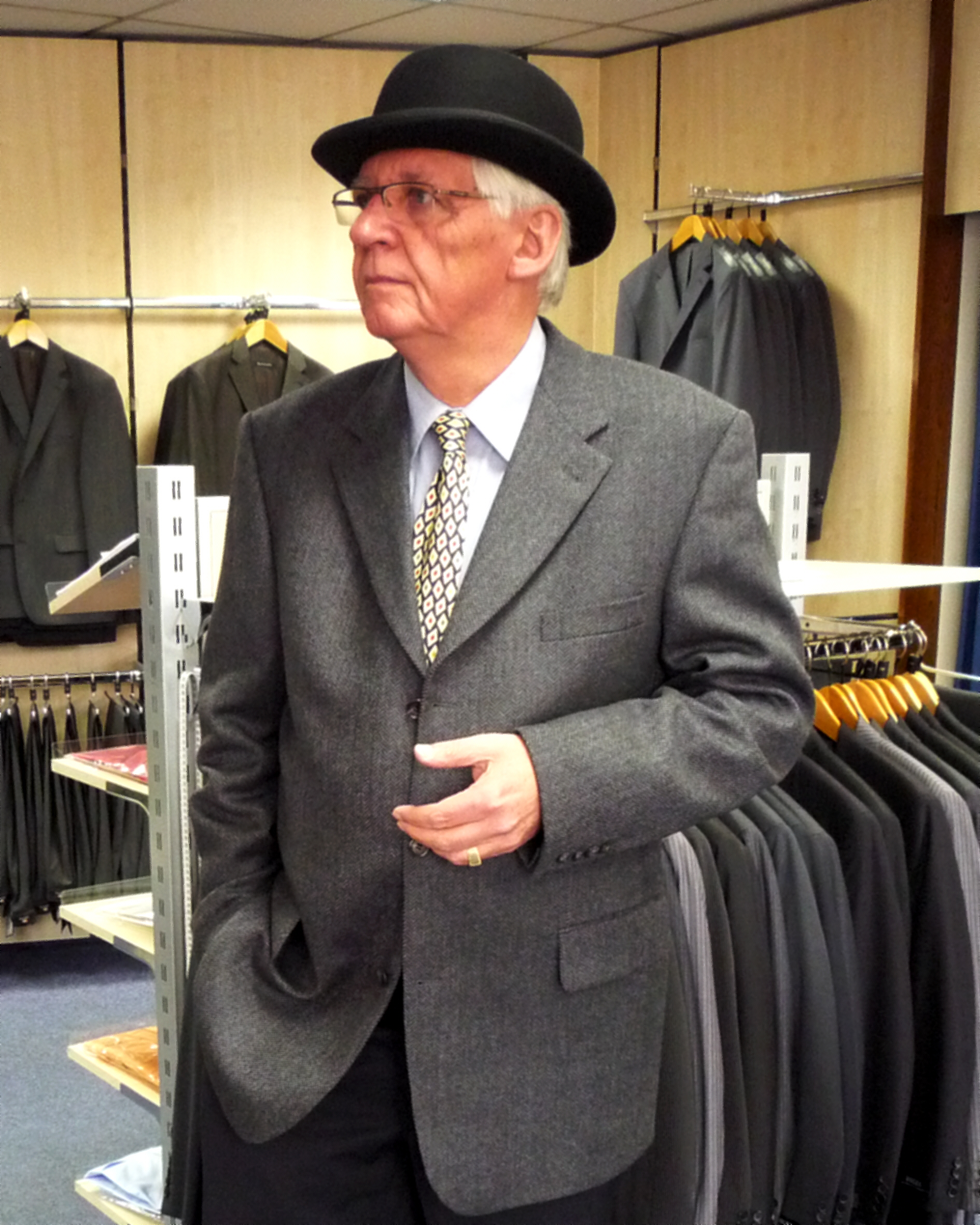
3つのボタンのうち真ん中だけを止めた、背広の着こなし。

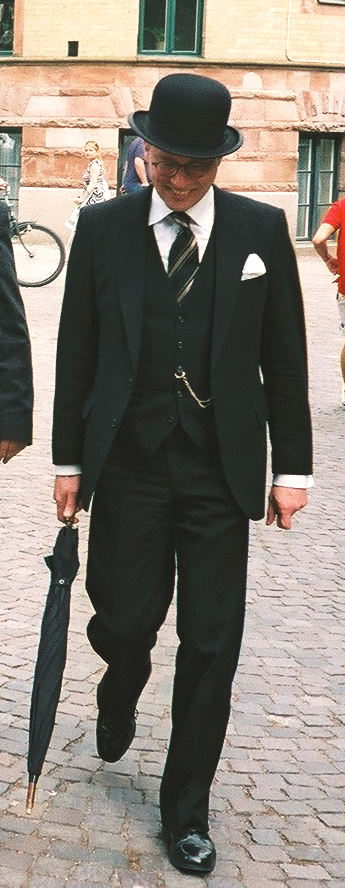
背広の三つ揃い

背広（せびろ、英語: suit, business suit）とは、男性用の上着で、折襟やテーラードカラーと呼ばれる襟を持ち、着丈が腰丈のもの。もしくは、その上着と共布のスラックスからなる一揃いのスーツのこと。スーツの場合は、ウェストコートやベストなどと呼ばれる共布のチョッキを加えるものもある。
単品の上着でもスーツの上着でも、単に背広やジャケットと呼ばれる。現在では様々なジャケットがあるため、テーラードジャケットやスポーツジャケットと呼ばれることもある。単品の上着のうち、金属ボタンなどの特徴を持つものはブレザーとも呼ばれる。乗馬用のハッキングジャケットや、狩猟用のシューティングジャケットなど、用途に応じた作りと呼び名のものもある。また背広の源流の1つとしてノーフォークジャケットが挙げられる。
上下揃いあるいは三つ揃いなど一組あるいは一連の服の揃いは、ラウンジスーツやサックスーツと呼ばれたが、現在では単にスーツと呼ばれる。本来は、特に同じ生地で上下（ジャケットとスラックス）を仕立てたものをスーツと称した

## 日本語の「背広」の語源
「背広」の語源については諸説ある。
1967年刊の日本国語大辞典では、漢字の「背広」は外国語の音を表すための当て字であるという説と、意味に由来する命名とする説があるが、前者の説が有力である、と説明された。幕末から明治初期にかけて「セビロ」というカタカナ表記が見られるようになり、一般には明治20年（1887年）頃から用いられたとされる。
語源については
1. 英国ロンドンの高級紳士服店街「サヴィル・ロウ」（セビルロー）から変化したとする説[9][7][10][11][12]。
2. 市民服を意味する「civil clothes」から変化したとする説[7][10][11]。
3. 市民服を意味する「civil wear」から変化したとする説[13]。
4. 「背部（背の布パーツ）が広い服」の意[7][10][13]。（紳士服の裁断された布パーツ群の中の背中部分の面積の大きさによる呼び分けだ、とする説については下の節で続きを説明。）
5. 『背筋に縫い目がない[14]ところから「背広」と呼ばれた』と主張する説[11]。
6. 「sack coat」の訳語で「ゆったりした上衣」の意。
7. 紳士服に用いられる良質の羊毛・服地を意味する「シェビオット（Cheviot）」から変化したとする説。
8. 『増訂華英通語』に「ベスト（上着）」の意で「背心」、「new waistcoat」として「新背心」など、紳士服の訳語に「背」の字が使用される（ただし、sack coatの訳にはみえない）ことに注目し、中国語に由来するとの説[15][16][17]。

など複数ある。なお、日本語の「背広」は衰退傾向にあり、2015年（平成27年）の文化庁の『国語に関する世論調査』ではすでに「背広」を主に使うという人は19.8%にとどまり、「スーツ」を主に使うという人が68.2%であった。死語になりつつあると指摘されている。

## マナー
背広の上着のボタンは、立つときは閉じ、椅子に座るときは開けてもよい（国会審議でも答弁者は答弁に出向く時に前を閉じる）。近年はシングルブレストの場合、ピークドラペルは礼装用でビジネスでは着ないことが多い。1940年代以前は逆にピークドラペルも日常的に用いられていた。また、ダブルブレストの場合は礼装・普段着を問わずピークドラペルで作られることが一般的である。
上着がシングルブレスト2つボタンの場合は、上のボタンのみを掛け下のボタンを掛けず、シングルブレスト３つボタンの場合は、真ん中のボタンのみを掛けることが推奨されており、1番下のボタンは閉めることを前提としていない設計のものが多い。1930年代以前はボタン数によらずすべてのボタンが閉じることが可能なように設計されており、近年でも同様の仕立てを行うテーラーもある。
シルエットを乱すため、ポケットには物を入れないことが推奨されている（ただし、テーラーによっては実用本位と捉えている場合もある。また、構造上は口に閂止めをほどこし、底を二重縫いにするなど、実用可能な縫製が行われている場合が多い）。

## 歴史
背広のような腰丈のジャケットのヨーロッパでの登場は、1789年フランス革命でのサン・キュロットとされる。それまでの上着は、ジュストコルのように膝丈のいわゆるコートであった。直接的には背広は、19世紀中頃に当時の日常着であったフロックコートを改良したものとされる。膝丈のフロックコートを短く腰丈にしくつろげるようにゆったりとした作りの、ラウンジジャケットやサックコートと呼ばれる上着である。これは自宅の広間などだけでなく、スポーツなどレジャーにも用いられた。また共生地でズボンやベストも作られ、ラウンジスーツ、サックスーツなどと呼ばれる。

背広の三つ揃い。1900年撮影の若きフランクリン・ルーズベルト。

19世紀後半になるとアメリカ合衆国ではビジネスにも用いられるようになりヨーロッパにも波及し、20世紀までには世界的に普及した。
20世紀までに、背広の形状はいわば標準化され、それ以降は上着丈や肩幅や形状、ラペル、ズボンの太さや丈、ボタンの数などの変化に流行が見られる。20世紀初頭は肩を強調した形状にゆとりのあるズボン、1910年代は自然な形状の肩、1920年代は裾幅の広いズボン、1930年代は直線的な軍服をモチーフとした肩などである。第2次大戦後はアメリカ合衆国などでチョッキを省略した着こなしが普及する。
現在では式典など簡略化が行われ、それに伴って服装も簡略化され、略礼装、平服、informalと呼ばれる男性であれば背広型のスーツ、特にダークスーツで対応できることが多い。イギリスのエリザベス2世が組閣の任命をする場合、男性首相は背広型スーツでバッキンガム宮殿を訪れる。
日本では1867年の片山淳之介の『西洋衣食住』に、フロックコートが割羽織、背広を丸羽織として記述される。また、1887年の大家松之助の『男女西洋服裁縫独案内』では背広と表記される。背広は明治末から大正初頭にかけて普及していった。
流行に関しては明治当初はフランスの影響が強く、次第にイギリスやアメリカの影響を強く受けるようになった。世界的な流行に倣い、明治当初は４つボタンの着丈の短いもの、明治中期以降は３つボタンの着丈の長いものが流行したが、大正の終わり頃からは日本人と西洋人の体格差を意識するようになり、着丈の短い2つボタンスーツが普及するなど独自の路線を辿った。また、夏季に関しては世界に先駆けてチョッキを省いていることが当時の写真や百貨店のカタログなどからうかがえる。ただし、裁断や細部の処理などはその後も世界的流行を盛んに取り入れており、襟型およびバストやショルダーの設計などは同時期の欧米の例に違わない。また、ズボンに関しては大正期以前はウエストが広くとられた、調節を尾錠で行う「窮屈袋」と呼ばれるサスペンダーを用いて固定を行うものが一般的であったが、この頃から現在の様子に近いベルト固定式のものとなる。

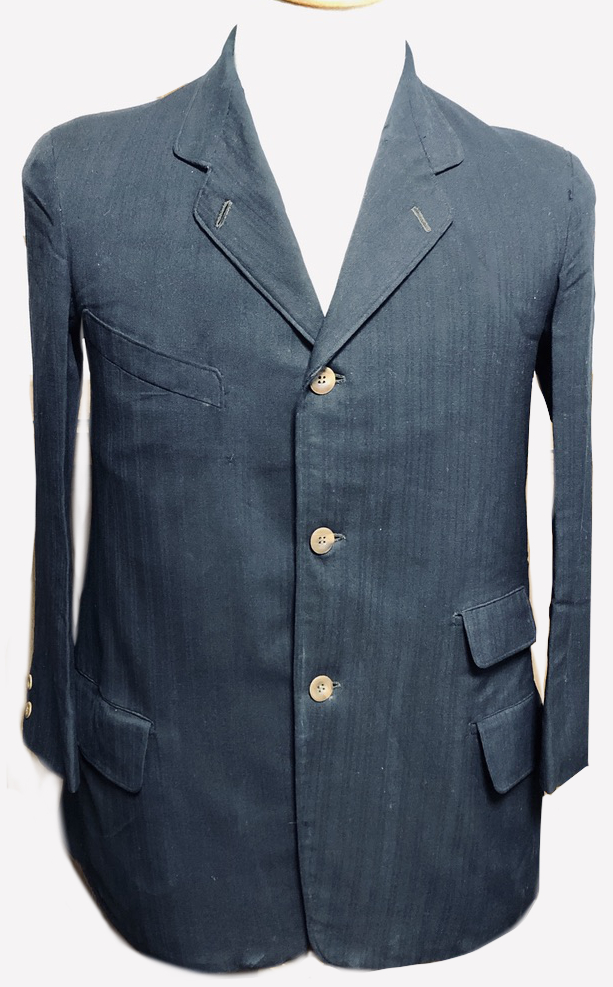
大正時代ごろの背広の一例。生地を裏返して仕立て直しており、左右が逆になっている。生地が高価だった当時はこうした処理がよく行われた。

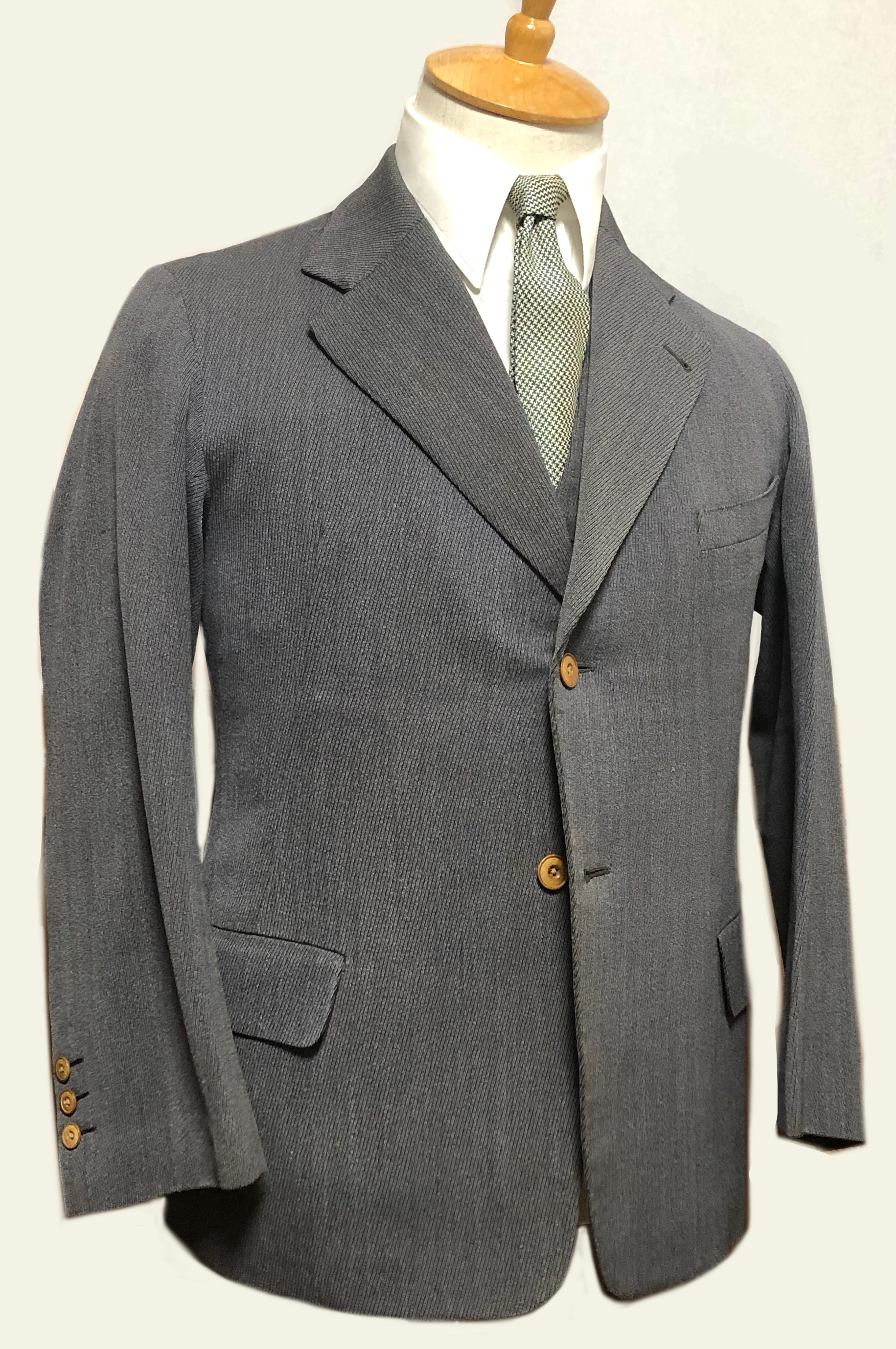
昭和10年ごろの背広の一例。当時は設計上二つともボタンを留めることが可能であった。腕付けやポケットの位置が現代と大きく異なる。

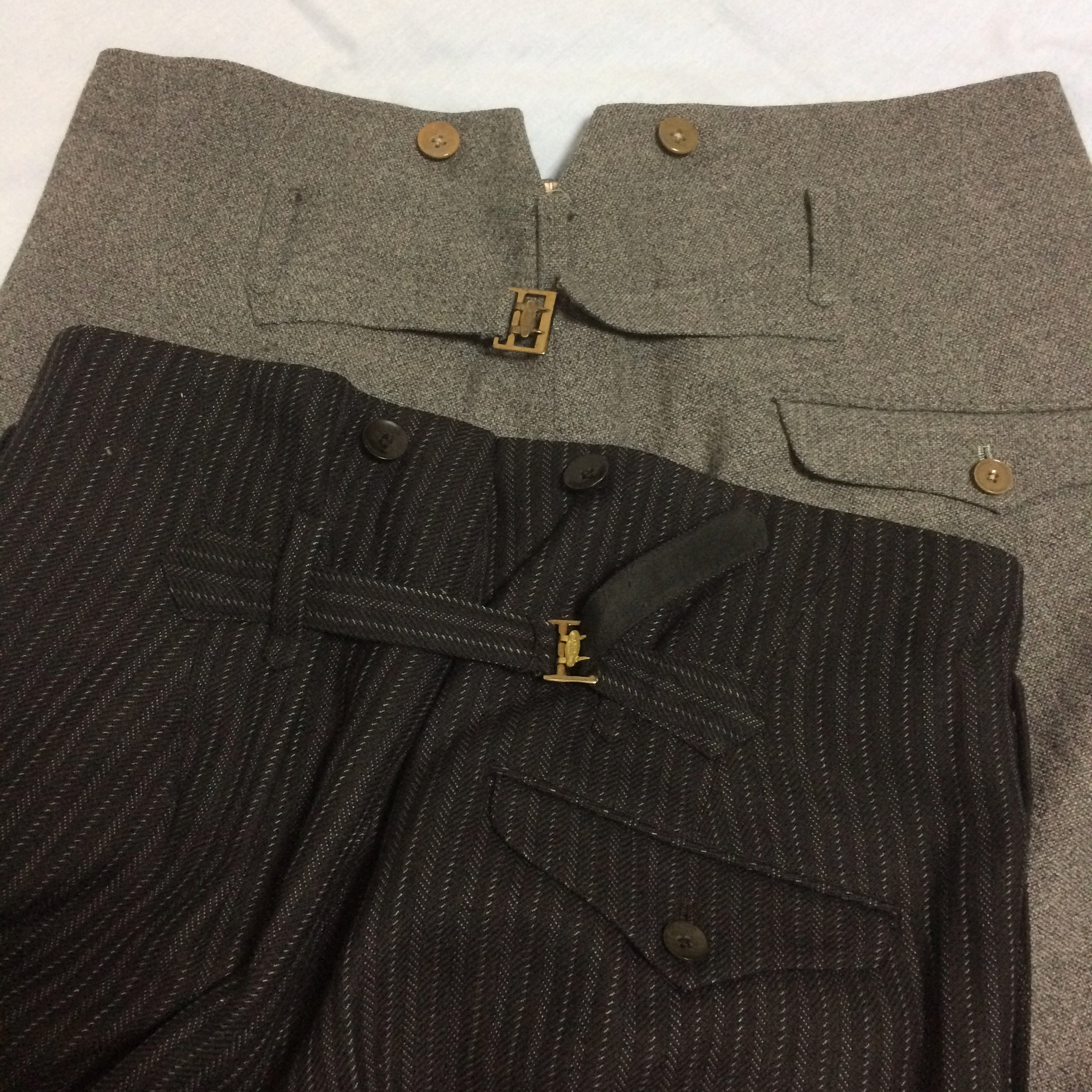
昭和初期ごろのズボン。同時期の海外では履き口のフチにベルトループの据えられた腹で履くタイプのものが多いのに対して、日本では現在一般的なズボンの履き位置に近い腰骨のあたりにベルトループが据えられたものが多い。

第二次世界大戦が始まると、日本では1942年2月1日から衣類の配給制（点数切符制）が導入され、背広を自由に購入することができなくなった。都市部の住民の例では1人年間100点が与えられ、点数化された衣料品を購入できる仕組みとされたが、背広は一式31点と比較的高い点数が設定されており、金があったとしても贅沢品であるとして購入が憚られる状況となった。
戦後の昭和20年代にはアメリカの影響を強く受け、肩幅や胸回りの大きな、着丈の長いものが流行した。昭和30年代には再び落ち着いた型となり、急速にナローラペルが広まった。この頃世界的には３つボタンが流行したが、日本では２つボタンが相変わらず愛用されていた。昭和40年代〜昭和50年代ごろには転じてワイドラペルとなり、ブレストとウエストの強弱の激しいものとなる。また、この時期以前の裁断は前身頃と後身頃のみから成るものが一般的であったが、この頃から海外同様に脇ダーツの延長線上に腰ポケットを貫通する形でサイバラ（脇下部分）を独立させるものが普及し始める。（なお、前項で言及した「達磨」で用いられたサイバラは腰ポケットを貫通しない背中寄りにとられたものであり、この時期から普及したサイバラとは設計が異なる。）昭和60年代ごろから平成初期にかけては肩幅を強調し腰の絞りを抑えた着丈の長い型が流行し、ダブルの型も広く着用された。その後は3つボタンの流行などもありつつ漸次タイトなスタイルとなり、平成末期以降は着丈の短い、全体が身体に密着した型に落ち着く。襟型としては幅の狭いものが一般的となり、ゴージラインは平成年間を通じて上昇傾向にある。

## 文化と社会
背広は、ポストモダンが提唱される現代からすれば、過去のモダニズムに基づき、かつ生き続けている。新古典主義による自然そのものの人体をなぞるようにフィットした形状、体を束縛せず動きに追随する合理性、レースやフリルなどの表面上の装飾を廃して毛織物そのものの重厚さとパターンや仕立ての妙を重視すること、抑制された色調と形状の制限によるダンディズムやジェントルマンの表現、首筋を締めた薄い色調のシャツと濃い色調の上着の開いた胸元のくつろぎ感のバランス、鮮やかな色彩を添えかつ男性器を暗示するネクタイ、などである。
モダニズムに代表される西洋の価値観が世界的に広まり、今日各国の首脳が集まる国際会議などでは、背広を着た人が大多数を占め、伝統的な民族衣装などを着る人は少ない。
世界的に普及することで、地域独特の文化をも生み出してもいる。一つは長くフランスやベルギーなどの植民地となりまた戦争を経験している、コンゴ民主共和国やコンゴ共和国などにおけるサプールと呼ばれる人たちである。多くは豊かではない労働者で日常は作業着などで仕事をしているが、水道が普及していない環境でも体や服の清潔を保ち、収入の多くを高価な背広に費やし、ハレの日などには濃い肌や髪や瞳の色と互いに引き立て合う鮮やかな色調の着こなしで現れ、平和と自由を尊重して人生を楽しみ、尊敬される人たちである。
日本では明治維新に伴って背広を含む洋服を取り入れたが、冠婚葬祭などにおける礼装や、仕事や外交における半ば制服として、ファッションではなくマナーに留まっていて、これは現在も続いているとする評もある。冠婚葬祭でのブラックスーツや就職活動でのリクルートスーツ、会社員や公務員では暗い色の背広に白いシャツと地味なネクタイ、暴力団などの反社会的勢力ではけばけばしい派手な背広とシャツとネクタイの組合せなど、ステレオタイプな画一的な服装をしていて、背広を含めた服装に社会の規律を意味する度合いが、日本では非常に高いとされる。環境省など行政が提案しているクール・ビズでは、具体的に服装規定を設けて、背広の上着を着ないいわゆる「ノージャケット」について「可だが徹底されていない」などの表現にみられるように、ルール化されている。また「体形に合ったスーツ選びを。色はダークな紺か黒が無難。」や「スーツに合わせる定番アイテムのルール」のように規則として表現している書籍もある。
男性の略礼装には昼夜を問わず背広型のスーツが用いられる。特に改まった場ではダークスーツがふさわしいとされる。ダークスーツは暗く濃い灰色か紺色の無地やそれに準じる生地を用いた背広型のスーツである。着こなしはシャツやネクタイに決まりがないが、白色のシャツに結婚式などでは華やかな色や銀色のネクタイ、葬儀などでは地味な色のネクタイを用いるのが奨められている。黒色の背広型スーツ(ブラックスーツ)を用いるのは日本独特の風習であり、ブラックスーツはダークスーツに該当しない。
もともと注文服として生まれた自宅でくつろぐための背広は、既製服化され「吊るしの背広」として普及することにより略礼装にも用いられる服に昇格する。背広の世界的普及は、欧米の科学技術や経済や文化の優越感や、帝国主義によるグローバリゼーションによるもので、中国における人民服や、南アフリカ共和国のネルソン・マンデラが着たろうけつ染めのシャツ、あるいは糸車を廻すマハトマ・ガンディーの着るインドの木綿の肩掛けや腰布など、一様ではなく社会的にも複雑な問題をはらんでいる。また、かつて若者の反抗のシンボルとされたジーンズとTシャツに背広をあわせるような着こなしもある。このように受容あるいは拒否された背広は、ポストモダンが提唱される現代では「退屈な代物」などと評される一方で、今後もしばらく生き延びるとされている。

## 販売価格
日本で売られている背広は1万円以下のものから数十万円のものまで価格幅が広い。
| 商品ライン   | 販路             | 価格(円) |
| ------------ | ---------------- | -------- |
| プレステージ | 直営店           | 144636   |
| ベター       | 百貨店           | 96281    |
| モデレート   | セレクトショップ | 64188    |
| ポピュラー   | 総合スーパー     | 42792    |
| バジェット   | ホームセンター   | 28670    |

日本では、家計消費状況調査の品目として背広も調査されている。2017年での背広の平均は53500円であった。
| 年間収入(万円) | 平均(百円) |
| -------------- | ---------- |
| -200           | 83         |
| 200-300        | 181        |
| 300-400        | 295        |
| 400-500        | 296        |
| 500-600        | 683        |
| 600-700        | 779        |
| 700-800        | 942        |
| 800-900        | 1178       |
| 900-1000       | 1117       |
| 1000-1250      | 1667       |
| 1250-1500      | 1895       |
| 1500-2000      | 2377       |
| 2000-          | 6224       |

## 参考資料
- 辻元よしふみ、辻元玲子 『スーツ=軍服!?―スーツ・ファッションはミリタリー・ファッションの末裔だった!!』 彩流社、2008年3月。ISBN 978-4-7791-1305-5。
- ハーディ・エイミス 『ハーディ・エイミスのイギリスの紳士服』 森秀樹訳、大修館書店、1997年3月。ISBN 978-4-469-24399-4。